# Đại dịch COVID-19 tại Ý
Bản mẫu:Dữ liệu đại dịch COVID-19/Biểu đồ số ca nhiễm tại Ý
Dịch COVID-19 đã được xác nhận lan sang Ý vào ngày 31 tháng 1 năm 2020, khi hai khách du lịch Trung Quốc được xét nghiệm dương tính với virus này ở Roma. Một nhóm các ca COVID-19 sau đó đã được phát hiện bắt đầu với 16 trường hợp được xác nhận tại Lombardy vào ngày 21 tháng 2, thêm 60 ca vào ngày 22 tháng 2, và ca tử vong đầu tiên của Ý được báo cáo trong cùng ngày.
Tính đến ngày 14 tháng 3 năm 2020, trong số các quốc gia có ít nhất một triệu công dân, Ý có tỷ lệ mắc coronavirus dương tính trên đầu người cao nhất thế giới với 350,0 trường hợp trên một triệu người, có nhiều ca được xác nhận hơn so với tất cả Trung Quốc đại lục ngoài tỉnh Hồ Bắc; và là quốc gia có số ca dương tính cao thứ hai cũng như tử vong trên thế giới, sau Trung Quốc đại lục. Mười một đô thị ở miền bắc Italy đã được xác định là trung tâm của hai cụm chính của Ý và được đặt dưới sự kiểm dịch. Phần lớn các trường hợp tích cực ở các khu vực khác truy nguyên từ hai cụm này. Đến ngày 10 tháng 3, Ý đã tiến hành 60.761 xét nghiệm tìm virus. Vào ngày 6 tháng 3 năm 2020, Đại học Gây mê, Giảm đau, Hồi sức và Chăm sóc Chuyên sâu (SIAARTI) đã công bố các khuyến nghị về y đức đối với các phác đồ điều trị có thể được sử dụng.
Vào ngày 8 tháng 3 năm 2020, Thủ tướng Giuseppe Conte đã mở rộng kiểm dịch đến tất cả các vùng của Bologna và 14 tỉnh phía bắc khác, và vào ngày hôm sau tới tất cả Ý, đặt hơn 60 triệu người cách ly. Vào ngày 11 tháng 3 năm 2020, Conte đã cấm gần như tất cả các hoạt động thương mại ngoại trừ các siêu thị và nhà thuốc.
Tính đến ngày 10 tháng 4 năm 2020, đã có 143.626 ca nhiễm bệnh được xác nhận, 18.279 ca tử vong và 28.470 ca phục hồi ở Ý.
Tính đến 12 tháng Bảy, Ý có hơn 243.000 ca; các vùng tâm dịch: Lombardia hơn 95.000 ca; Piemonte hơn 31.400 ca; Emilia-Romagna gần 29.000 ca; Veneto gần 20.000 ca; Toscana hơn 10.000 ca; Liguria hơn 10.000 ca;...
Tính đến hết 13/4/2024, Ý có 26,723,249 ca nhiễm và 196,497 người đã tử vong.

## Quá trình lây nhiễm

### Trường hợp được xác nhận đầu tiên
Vào cuối tháng 1 năm 2020, sau sự phát triển của dịch ở Trung Quốc đại lục, các biện pháp sàng lọc tăng cường, bao gồm máy ảnh nhiệt và nhân viên y tế, đã được thiết lập tại sân bay Leonardo da Vinci–Fiumicino và sân bay Milan Malpensa.
Vào ngày 31 tháng 1, hai trường hợp đã được xác nhận tại Rome. Hai người là khách du lịch Trung Quốc đã đến Milan vào ngày 23 tháng 1 qua sân bay Milan Malpensa và đi đến Rome bằng xe buýt du lịch.
Vào ngày 6 tháng 2, một trong những người Ý hồi hương từ Vũ Hán, Trung Quốc, được xác nhận là bị nhiễm bệnh, nâng tổng số trường hợp ở Ý lên ba ca nhiễm. Vào ngày 22 tháng 2, người Ý hồi hương đã hồi phục và được xuất viện.

## Tưởng niệm
Trước những mất mát đau thương về thể chất và tinh thần, Italy đã tuyên bố treo cờ rủ, dành một phút mặc niệm để tưởng nhớ những nạn nhân của Đại dịch COVID-19. Vào lúc 12h ngày 31/3/2020, tất cả thị trưởng tỉnh, thành phố sẽ đứng dưới lá cờ rủ và dành một phút mặc niệm để tưởng nhớ những nạn nhân của đại dịch COVID-19, cùng chia sẻ đau thương với những gia đình mất đi người thân trong thảm kịch này.